# Saburo Kawabuchi
Saburo Kawabuchi (født 3. december 1936) er en japansk fodboldspiller.

## Japans fodboldlandshold
| Japans landshold | Japans landshold | Japans landshold |
| År               | Kmp              | Mål              |
| ---------------- | ---------------- | ---------------- |
| 1958             | 2                | 2                |
| 1959             | 9                | 3                |
| 1960             | 1                | 0                |
| 1961             | 6                | 1                |
| 1962             | 6                | 2                |
| 1963             | 0                | 0                |
| 1964             | 0                | 0                |
| 1965             | 2                | 0                |
| Total            | 26               | 8                |